# Phare de Cuxhaven
Le phare de Cuxhaven (en allemand : Hamburger Leuchtturm) est un phare inactif à Cuxhaven (Arrondissement de Cuxhaven - Basse-Saxe), en Allemagne. C'est maintenant un bâtiment privé.

## Histoire
Le phare de Cuxhaven, a été construit entre 1802 et 1804 par la ville hanséatique de Hambourg, à laquelle appartenait autrefois la région. Le phare est l'un des principaux monuments de la ville. Il a fonctionné jusqu'en 2001. Le portail de grès à l’entrée est orné des armoiries de Hambourg , sous lequel est inscrit :Nautis signum / sibi monument erexit / respublica hamburgensis / Ao MDCCCIII - (Aux marins comme signe lui-même érigé par l’État de Hambourg en 1803).
Les phares et les balises ont toujours été considérés comme très efficaces pour marquer clairement la côte et l’estuaire de l’Elbe, car on pouvait voir leur lumière de loin. Ainsi, à partir de 1644, un feu à charbon se trouvait déjà sur l’île de Neuwerk pour guider les navires venant de la mer. Au début du XIXe siècle, le phare de Cuxhaven fut construit près de l’estuaire de l'Elbe pour suppléer aux grandes balises en bois comme Kugelbake (en).
Dans ce phare de quatre étages aux murs épais et de 23 m de haut (hauteur focale de 24 m), 104 marches mènent à la lanterne à 18 côtés. La lanterne, d'un diamètre de 5 m est recouverte de cuivre et se compose de trois rangées de fenêtres superposées en verre miroir plat.
Le feu d'origine se composait de sept lampes de type Argand, lampe à huile au colza avec miroir et des réflecteurs en cuivre et argentés provenant d’Angleterre. Des améliorations furent réalisées par Johann Georg Repsold ainsi qu'au phare de Neuwerk. Il pouvait être visible à plus de 3.5 milles nautiques (environ 6 km). En 1892 les lampes Argand et leurs réflecteurs ont été remplacés par une lentille de Fresnel. En 1899, la tour a été utilisée par le physicien Ferdinand Braun pour ses expériences pionnières en matière de télégraphie sans fil. De 1905 à 1912, la lumière fut équipée pour la première fois d'un manchon à incandescence alimenté au gaz de houille puis à essence. En 1927, il fut remplacé par une lampe à arc électrique et finalement en 1937 par une lampe à arc électrique.
Après que le phare de Cuxhaven eut été enregistré, dès 1924, dans la liste des monuments à la protection du patrimoine culturel de Hambourg, les briques de la tour furent renouvelées en 1934. Dans les années 1980 et après le changement de propriétaire en 2005, la tour a été de nouveau restaurée.
Sa fonction de phare a pris fin le 7 mai 2001 avec l’extinction de son feu car il n’était pas nécessaire en continu pour la signalisation maritime. Comme la ville de Cuxhaven ne pouvait pas réunir les fonds nécessaires pour prendre en charge la tour, le phare a été confié à l'Office fédéral de la propriété, qui l'a vendu en 2002 à des propriétaires privés.
Identifiant : ARLHS : FED-066 - ex-Amirauté : B1360 - ex-NGA : 10456 .
|          |
| Le phare |

|          |
| Le phare |

### Lien connexe
- Liste des phares en Allemagne